# 増田成幸
増田 成幸（ますだ なりゆき、1983年10月23日 - ）は、宮城県仙台市出身の自転車競技（ロードレース）選手。東京五輪（自転車競技・男子個人ロードレース）代表。

## 人物概要
2002年、東北学院高校卒業。大学は、かねてから興味のあった航空宇宙のことを学ぶために日本大学にした。入学後に「自転車以外になにか熱くなることをやりたい」と鳥人間コンテスト出場を目的としていたサークルに加入。そのトレーニングとして実家に合った自転車を引っ張り出して自転車に乗り始めた。ロングライドやヒルクライムなどのレースに出場しているうちに「自分は自転車が好きだ」ということに気づき、「やはり自転車の道で生きていきたい」と思ったが、アマチュアの大会で結果が出せずプロチームからは声がかからなかった。2005年のジャパンカップオープンレースで2位に入り、栗村修に声をかけてもらい、自転車人生が始まった。
2011年シーズンのブリッツェン加入は、前年に選手生命が危ぶまれる大ケガで入院している病院で、当時のブリッツェン栗村修監督より勧誘された。ケガをする前は海外で戦いたいという思いもあったが、海外で無理するのでなく、一からレースをという気持ちで加入を決めた。
2013年シーズンでは海外チームに移籍したが、当時は欧州の自転車界でドーピングスキャンダルが起きた。失望感が大きく引退も考えたが、栗村修へ相談したのをきっかけにクリーンな日本でもう一度走ってみよう、ブリッツェンに戻って走ってみたいと決意した。
2017年4月にバセドウ病の罹患が判明、病名発表時に「神が与えた試練」と語った。その後の雑誌インタビューでは「この試練を自転車選手としてだけでなく、一人の人間として成長につなげていけたらと思っている」と語った。ベスト体重は62kgぐらいだが、バセドウ病は病勢が進むと新陳代謝が活発になるので一時58kgまで低下し、治療の結果63kgまで戻った。チームの全面的なサポートのもと、9月にレース復帰した。
2018年、チームのキャプテンに就任。国内や海外で経験を積んできて選手として成熟していると感じていたのでキャプテンをやってもいいという準備はできていた。先頭に立ってチームを引っ張るのではなく、ベテランから中堅・若手がいるチーム内で誰でも自由に議論のできる後方で船の舵取りのような役割ができればと考えている。
全日本選手権で優勝することを毎年一番の目標としている。
2020年10月12日、スペインで行われた国際レースに出場。20位に入り、東京五輪代表選考ランキングで中根英登をかわし２位以内を確定させた。11月4日には日本自転車競技連盟が増田選手の五輪代表内定を発表。
2021年7月24日に行われた東京オリンピック自転車男子個人ロードレースでは84位（6時間25分16秒）だった。

## 来歴
日本大学理工学部航空宇宙工学科時代、人力飛行機のパイロットとして、2005年に飛行距離、滞空時間の日本記録を樹立。また同校在籍中に、チームミヤタと契約を結んで自転車選手としての活動も行っていた。大学卒業後、自転車選手としての活動に専念。
2005年
- ジャパンカップ オープンレース 2位[1]

2008年
- チームミヤタが解散したため、梅丹本舗・GDR・エキップアサダに移籍。

2010年
- 秋、人力飛行機の飛行距離の当時の世界記録である120キロに挑戦したが、50キロ弱付近で主翼が破断し、海面までの数メートルを落下した後墜落。腰椎圧迫骨折の重傷を負った[5]。
- 大門宏監督率いるチームNIPPOに移籍。

2011年
- 宇都宮ブリッツェンに移籍[1]。
- ツール・ド・熊野 総合9位
- 全日本選手権・ロードレース 5位[1]
- 10月16日のサイクルロードレースジャパンツアー最終戦で落車、右半身を中心に5ヶ所骨折[6]。

2012年
- 全日本選手権・ロードレース 2位[1]
- ツール・ド・熊野 総合4位
- ツール・ド・北海道 総合4位
- ジャパンカップサイクルロードレース 18位
- 10月20日、2013年シーズンより、イタリアのプロチームキャノンデール・プロサイクリング（2012年までリクイガス・キャノンデール）に移籍することが発表された[7]。

2013年
- キャノンデール・プロサイクリングへ移籍
- 全日本自転車選手権・ロードレース 3位[1]

2014年
- 宇都宮ブリッツェンに復帰。
- ツール・ド・おきなわ 優勝
- 全日本自転車選手権・ロードレース 8位[1]
- ジャパンカップサイクルロードレース 15位

2015年
- 6月28日 全日本自転車選手権・ロードレース 3位[1]

2016年
- 6月26日 全日本自転車選手権・ロードレース 5位[1]
- 7月2日 JPT第8戦 JBCF西日本ロードクラシック広島大会 DAY-1 優勝[1]
- 8月6日 JPT第12戦 JBCFみやだ高原ヒルクライム 優勝[1]
- 9月3日 ツール・ド・北海道2016 個人総合時間 優勝[8][1]
- 9月25日 JPT第18戦 JBCFまえばし赤城山ヒルクライム 3位[9]
- 11月13日 ツール・ド・おきなわ 優勝[1]
- 10月30日 JPT第23戦 JBCFおおいたサイクルロードレース 優勝[1]
- JPT個人総合 2位[1]

2017年
- 5月18日 3月に体重減少などの不調が顕著になり、4月に精密検査を受けた結果[10]、バセドウ病を患っており、当面はレースを欠場し治療に専念すると記者会見で発表[11]。
- 7月29日 JPT第12戦 大田原クリテリウムにゲスト解説者として参加[12]。
- 8月22日 9月3日の渡良瀬TTに出場すると発表。バセドウ病の影響で骨粗しょう症も抱えるので、落車のリスクが比較的少ないタイムトライアルを復帰戦に選んだ[13]。
- 9月3日 JPT第14戦 JBCFタイムトライアルチャンピオンシップ 4位[14]
- 9月8日 ツール・ド・北海道2017 第1ステージ2度目の山岳ポイントからの下りで単独落車し鎖骨骨折のためリタイア[15]。
- 10月22日 ジャパンカップサイクルロードレース 鎖骨骨折は回復したがバセドウ病の病勢の影響で呼吸と心拍が辛くチームのアシストに徹しDNF[2]
- 11月12日 ツール・ド・おきなわ2017 チーム最高の15位[2]

2018年
- キャプテンに就任[2]
- 5月13日 JPT第8戦 第2回JBCF宇都宮ロードレース 優勝[16]

2019年
- 6月27日 第88回全日本自転車競技選手権大会個人タイムトライアル･男子エリート 優勝
- 11月10日 ツール・ド・おきなわ 優勝

2020年
- 11月4日 東京五輪（自転車競技・男子個人ロードレース）代表内定

2021年
- 3月27日 JCLロードレースツアー2021 第1戦（開幕戦）真岡芳賀ロードレース 優勝
- 3月29日 東京五輪 聖火リレーランナーとして宇都宮市内を自転車で走行
- 7月24日 東京五輪自転車男子個人ロードレース 84位
- ツアー・オブ・ジャパン  総合優勝、 山岳賞（第1ステージ優勝）
- 10月22日 全日本選手権 個人TT 優勝
- 10月24日 全日本選手権 ロードレース 2位

2022年
- 10月15日 ジャパンカップクリテリウム 表彰式にて今シーズンでの宇都宮ブリッツェン退団と2023シーズンはJCL TEAM UKYOへの移籍を公表[17]
- 10月16日 ジャパンカップサイクルロードレース 9周目の山岳賞獲得[18]
- 10月22日 JCL 湧水の郷しおやクリテリウムでの集団落車に巻き込まれ骨盤骨折[19]